# Coral Belles Arts de Sabadell
La Coral Belles Arts de Sabadell és una associació sabadellenca que té per objectiu cultivar la música coral catalana i universal de tots els temps entre els seus integrants i difondre-la entre el públic. L'han dirigit, entre d'altres, Lluís Vila, Josep Pons, Josep Vila i Pablo Heras. Des del 2012, Jordi Lluch i Arenas n'és el director.
Els orígens de la Coral Belles Arts es remunten en una colla de cantaires que dirigia Montserrat Busqué i Barceló des de l'any 1967. El 1969 el grup s'amplià i, sota la direcció de Pere Puig i Ballonga, buscà aixopluc a l'Acadèmia de Belles Arts de Sabadell. No es presentà públicament, però, fins al 1971. El 1973 deixà l'Acadèmia de Belles Arts i passà formar part de Joventuts Musicals de Sabadell. A partir de l'any 1992 la Coral Belles Arts de Sabadell es va constituir com una associació independent, fins avui. L'any 2011 celebrà el 40è aniversari del primer concert amb un seguit d'actes. Entre els premis i distincions de la coral destaquen el primer premi del II Certamen Nacional de Coros de Rivas-Vaciamadrid, el 2007, el primer premi del XXIX Certamen Coral de la Fira de Tots Sants de Cocentaina, el 2009 i la medalla d'Honor de Sabadell, el 2011. La Coral és membre de la Federació Catalana d'Entitats Corals.